# 阿夫雷
阿夫雷（法語：Avrée，法語發音：[avʁe]）是法国涅夫勒省的一个市镇，位于该省南部偏东，属于希农堡（城）区。

## 地理
阿夫雷（46°49'7"N, 3°52'10"E）面积13.03 平方千米，位于法国勃艮第-弗朗什-孔泰大區涅夫勒省，该省份为法国中部省份，北至约讷省，西北接卢瓦雷省，西接谢尔省，南至阿列省，东南接索恩-卢瓦尔省，东临科多尔省。
与阿夫雷接壤的市镇（或旧市镇、城区）包括：米耶、萨维尼普瓦勒福勒、希德、弗莱蒂、朗蒂、塞姆莱。

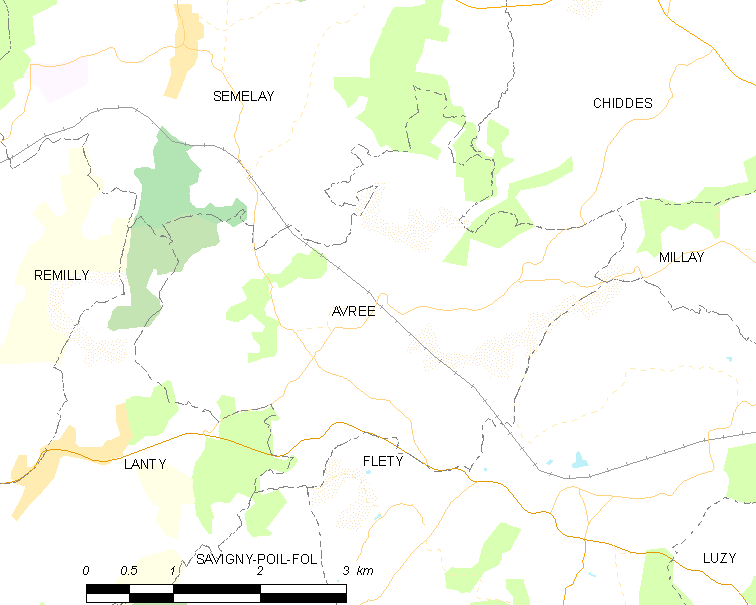
阿夫雷的OSM定位图

阿夫雷的时区为UTC+01:00、UTC+02:00（夏令时）。

## 行政
阿夫雷的邮政编码为58170，INSEE市镇编码为58019。

## 政治
阿夫雷所属的省级选区为吕济县。

## 人口

1962-2008年间阿夫雷人口变化图示

阿夫雷于2022年1月1日时的人口数量为84人。